# Giro del Lussemburgo 2008
Il Giro del Lussemburgo 2008, settantaduesima edizione della corsa, si svolse dal 4 all'8 giugno su un percorso di 706 km ripartiti in 4 tappe più un cronoprologo, con partenza e arrivo a Lussemburgo. Fu vinto dall'olandese Joost Posthuma della Rabobank davanti allo svizzero Michael Albasini e al lussemburghese Fränk Schleck.

## Tappe
| Tappa  | Data     | Percorso                                      | km    | Vincitore di tappa  | Leader cl. generale |
| ------ | -------- | --------------------------------------------- | ----- | ------------------- | ------------------- |
| Prol.  | 4 giugno | Lussemburgo > Lussemburgo (cron. individuale) | 2,4   | Fabian Cancellara   | Fabian Cancellara   |
| 1ª     | 5 giugno | Lussemburgo > Mondorf-les-Bains               | 177,2 | Juan José Haedo     | Fabian Cancellara   |
| 2ª     | 6 giugno | Schifflange > Differdange                     | 197   | Ignatas Konovalovas | Fabian Cancellara   |
| 3ª     | 7 giugno | Wiltz > Diekirch                              | 172,2 | Michael Albasini    | Joost Posthuma      |
| 4ª     | 8 giugno | Mersch > Lussemburgo                          | 157   | Salvatore Commesso  | Joost Posthuma      |
| Totale | Totale   | Totale                                        | 706   |                     |                     |

## Dettagli delle tappe

### Prologo
- 4 giugno: Lussemburgo > Lussemburgo (cron. individuale) – 2,4 km

| Pos. | Corridore            | Squadra     | Tempo |
| ---- | -------------------- | ----------- | ----- |
| 1    | Fabian Cancellara    | Team CSC    | 3'38" |
| 2    | Jimmy Engoulvent     | Crédit Agr. | a 5"  |
| 3    | Harald Starzengruber | ELK Haus    | a 12" |

| Pos. | Corridore            | Squadra     | Tempo |
| ---- | -------------------- | ----------- | ----- |
| 1    | Fabian Cancellara    | Team CSC    | 3'38" |
| 2    | Jimmy Engoulvent     | Crédit Agr. | a 5"  |
| 3    | Harald Starzengruber | ELK Haus    | a 12" |

### 1ª tappa
- 5 giugno: Lussemburgo > Mondorf-les-Bains – 177,2 km

| Pos. | Corridore       | Squadra   | Tempo    |
| ---- | --------------- | --------- | -------- |
| 1    | Juan José Haedo | Team CSC  | 4h34'59" |
| 2    | Romain Feillu   | Agritubel | s.t.     |
| 3    | Borut Božič     | Collstrop | s.t.     |

| Pos. | Corridore         | Squadra     | Tempo    |
| ---- | ----------------- | ----------- | -------- |
| 1    | Fabian Cancellara | Team CSC    | 4h38'37" |
| 2    | Jimmy Engoulvent  | Crédit Agr. | a 5"     |
| 3    | Juan José Haedo   | Team CSC    | a 6"     |

### 2ª tappa
- 6 giugno: Schifflange > Differdange – 197 km

| Pos. | Corridore           | Squadra     | Tempo    |
| ---- | ------------------- | ----------- | -------- |
| 1    | Ignatas Konovalovas | Crédit Agr. | 4h56'40" |
| 2    | Sergey Lagutin      | Collstrop   | s.t.     |
| 3    | Cyril Lemoine       | Crédit Agr. | s.t.     |

| Pos. | Corridore         | Squadra     | Tempo    |
| ---- | ----------------- | ----------- | -------- |
| 1    | Fabian Cancellara | Team CSC    | 9h35'17" |
| 2    | Jimmy Engoulvent  | Crédit Agr. | a 5"     |
| 3    | Cyril Lemoine     | Crédit Agr. | a 8"     |

### 3ª tappa
- 7 giugno: Wiltz > Diekirch – 172,2 km

| Pos. | Corridore        | Squadra  | Tempo    |
| ---- | ---------------- | -------- | -------- |
| 1    | Michael Albasini | Liquigas | 4h28'03" |
| 2    | Joost Posthuma   | Rabobank | s.t.     |
| 3    | Fränk Schleck    | Team CSC | a 13"    |

| Pos. | Corridore        | Squadra  | Tempo     |
| ---- | ---------------- | -------- | --------- |
| 1    | Joost Posthuma   | Rabobank | 14h03'28" |
| 2    | Michael Albasini | Liquigas | a 1"      |
| 3    | Fränk Schleck    | Team CSC | a 18"     |

### 4ª tappa
- 8 giugno: Mersch > Lussemburgo – 157 km

| Pos. | Corridore          | Squadra   | Tempo    |
| ---- | ------------------ | --------- | -------- |
| 1    | Salvatore Commesso | Preti M.  | 3h36'43" |
| 2    | Sergei Rudaskov    | Collstrop | a 7"     |
| 3    | Danail Petrov      | Benfica   | s.t.     |

| Pos. | Corridore        | Squadra  | Tempo     |
| ---- | ---------------- | -------- | --------- |
| 1    | Joost Posthuma   | Rabobank | 17h43'02" |
| 2    | Michael Albasini | Liquigas | a 1"      |
| 3    | Fränk Schleck    | Team CSC | a 18"     |

## Classifiche finali

### Classifica generale
| Pos. | Corridore           | Squadra     | Tempo     |
| ---- | ------------------- | ----------- | --------- |
| 1    | Joost Posthuma      | Rabobank    | 17h43'02" |
| 2    | Michael Albasini    | Liquigas    | a 1"      |
| 3    | Fränk Schleck       | Team CSC    | a 18"     |
| 4    | Ignatas Konovalovas | Crédit Agr. | a 54"     |
| 5    | Assan Bazayev       | Astana      | a 56"     |
| 6    | Sebastian Langeveld | Rabobank    | a 1'00"   |
| 7    | Thomas Rohregger    | ELK Haus    | a 1'08"   |
| 8    | Sergey Lagutin      | Collstrop   | a 1'09"   |
| 9    | José Mendes         | Benfica     | a 1'10"   |
| 10   | Roman Kreuziger     | Liquigas    | a 1'29"   |